# デオデオ
デオデオ（DEODEO）は、かつて中国地方を営業基盤としていた日本の家電量販店チェーン。エディオングループの店舗ブランドのひとつであった。
また、株式会社デオデオ（英語: DEODEO Corporation）は、2009年（平成21年）9月30日までこれを運営していた企業であるが、同社は翌10月1日にミドリ電化と合併して株式会社エディオンWESTとなった。デオデオ本店（現・エディオン広島本店東館）の所在地は、エディオンの登記上の本店所在地にもなっている。

## 概要

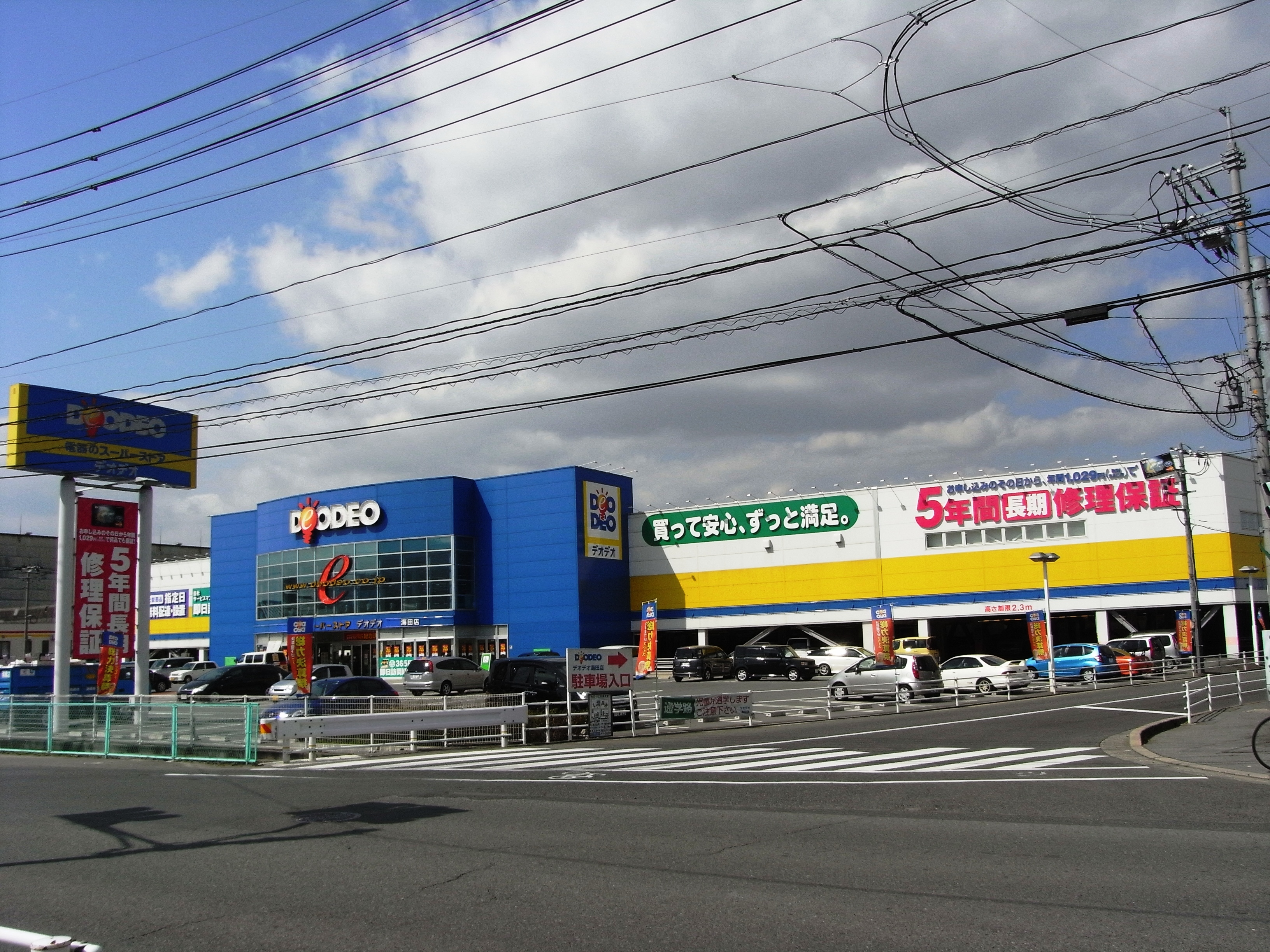
旧CIの店舗の例
デオデオ海田店（現・エディオン海田店）

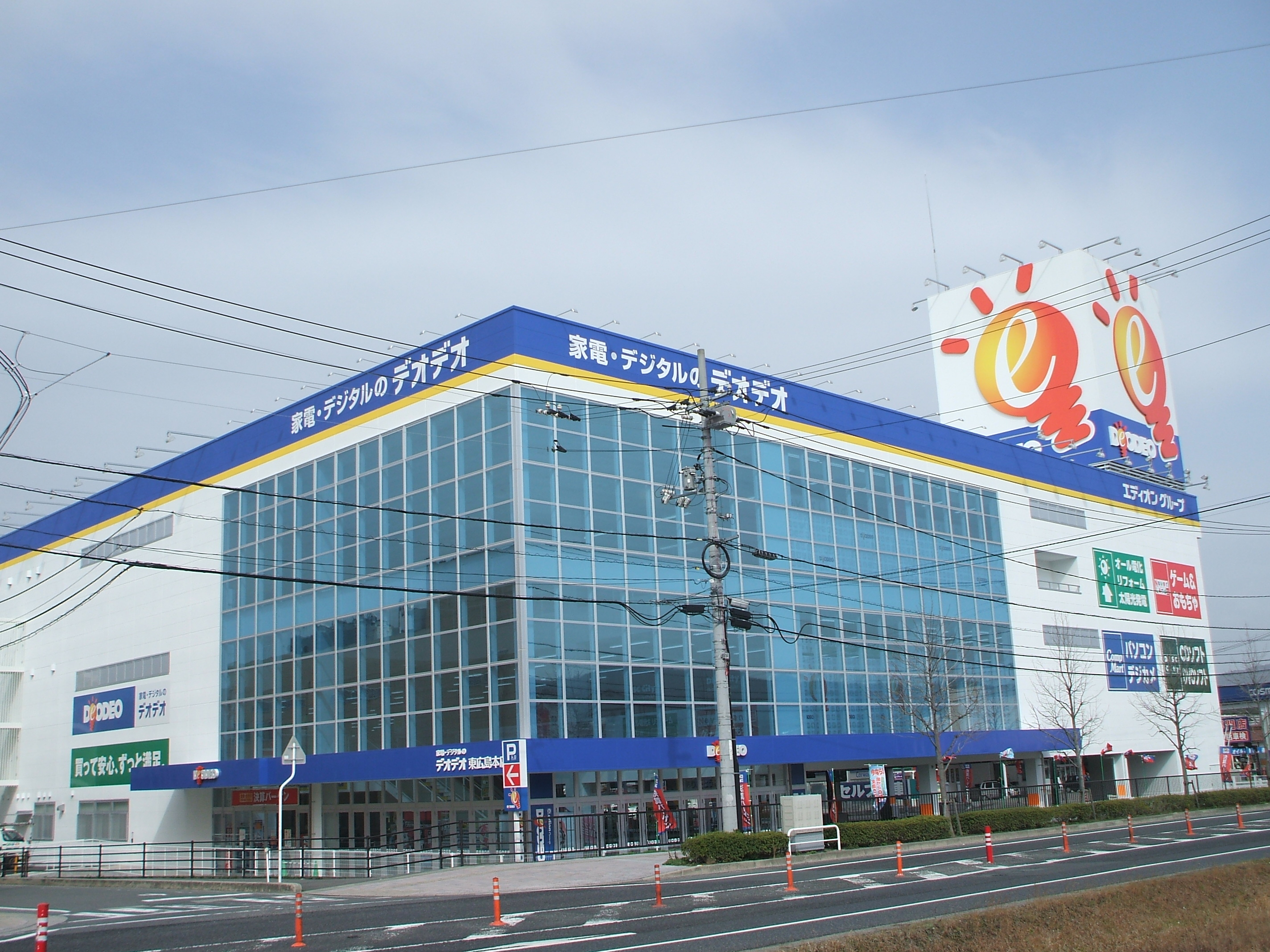
新CIの店舗の例
デオデオ東広島本店（現・エディオン東広島本店）

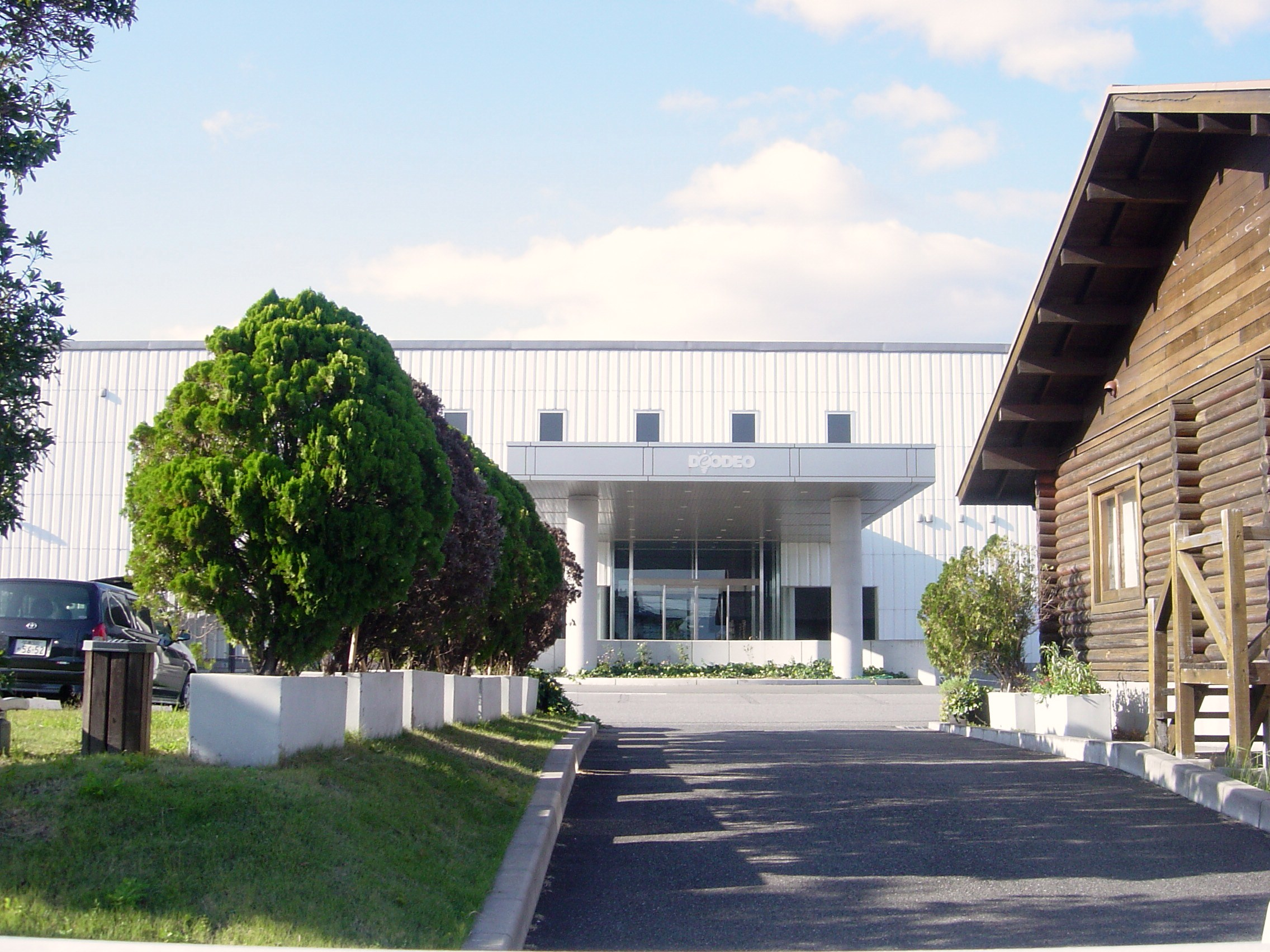
デオデオ本社

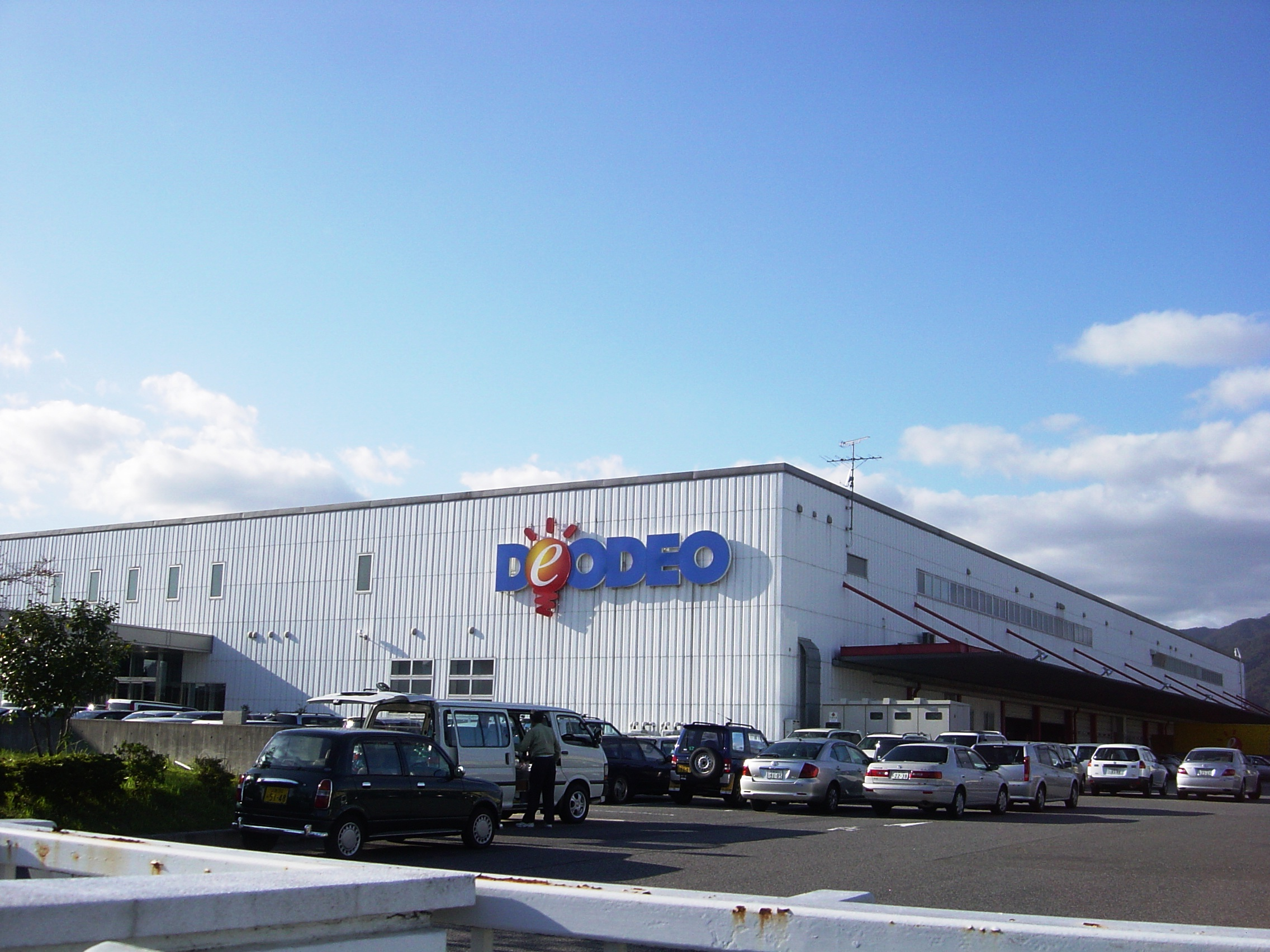
デオデオ本社

1946年（昭和21年）に広島県広島市で久保兄弟電機商会として創立。1947年（昭和22年）5月7日に第一産業株式会社と会社組織化した。
日本で初めて家電製品の低価格方式を編み出した企業で、1977年（昭和52年）から1979年（昭和54年）にかけて、日経流通新聞の専門店調査で、家電業界首位だった時期もある。
1986年（昭和61年）10月1日に株式会社ダイイチへの社名変更を経て、1997年（平成9年）4月1日に、株式会社デオデオに社名変更した。2002年（平成14年）3月29日にエイデンと共同でエディオンを設立し、デオデオはエディオンの子会社になった。2009年（平成21年）10月1日にミドリ電化と合併し株式会社エディオンWESTに社名変更した（店舗ブランドとしての「デオデオ」は存続）が、2010年10月1日にエディオンWESTはエディオンEAST（旧・エイデン）と共にエディオンへ合併している。
2012年10月1日に株式会社エディオン直営店と、沖縄県内のフランチャイズ店舗の店舗ブランドをエディオンに統一。2013年に残るフランチャイズ店舗もエディオンに屋号変更した。
独立企業時代、本社は現在の本店の位置及び周辺に所在していたが、2000年1月25日に広島県廿日市市に移転した。廿日市市の本社は、エディオンとなった後も主要拠点として機能している。
出店戦略としては、直営の大型店に加え、個人経営の電器店とFCフランチャイズ契約を結び、系列店としている（デオデオファミリーショップ、通称DFS）。これにより、高齢者など大型店ではカバーできない需要の取り込みを行っているが、大型店で購入した商品の配達工事及び修理を請け負わせる事は全く無い。むしろDFSは、近くの大型直営店に顧客と同伴して商談をしたり、配送、設置、修理等を大型店に依頼する事もできるメリットがある。そのため、規模に対して店舗数が非常に多い。その分、近年では直営店の統廃合・大型化を加速させている。
地盤とする中国地方でも、古くからのライバルであるベスト電器以上に、北関東YKK軍団（ヤマダ電機・コジマ・ケーズデンキ）の攻勢が強まり、さらには2007年（平成19年）秋には、岡山にもビックカメラが進出、2008年（平成20年）3月には、広島にも進出（ベスト電器広島店を改修）して来たため、出店戦略の大幅な見直しを迫られている。ここ数年は、新規出店を抑制し、既存店の改装や立て替え、移転、増床によるテコ入れが中心となっている。
イメージキャラクターはかつてはケント・デリカットであったが、2006年（平成18年）5月以降はエディオングループ共通のイメージキャラクターとして所ジョージが、2010年（平成22年）エディ店長が起用されていた。店内で流れるイメージソングを歌っているのは声優の大谷育江。

### デオデオの由来
会社名のDEODEOは最初のDEOが「Do! Enjoy」を意味し、次のDEOが「Dependable Product（信頼できる商品を）」「Excellent price（満足いく価格で）」「Outstanding service（最高のサービスでお届けする）」を意味する言葉の頭文字である。

### アフターサービス
自前のアフターサービス部隊を持ち、連絡する時間帯によっては即日対応。また、即日修理が出来ない場合は代替機の貸し出しを行ったりしている。
また、昭和40年代（1965年 - 1974年）頃には、購入した石油ストーブやエアコンをシーズン直前に清掃したりするサービスを、個別に回って行っていた時期もある。

## 沿革
- 1946年 - 久保道正が久保兄弟電機商会として創立。
- 1947年5月7日 - 第一産業株式会社を設立。
- 1952年5月 - 卸売業から家電総合小売業に転換。
- 1977年10月1日 - 全店舗名をダイイチに変更。CMソング『フレッシュライフ』使用開始[8]。
- 1981年
  - 3月21日 - 株式会社正能電機（埼玉県上尾市）を合併。
  - 4月 - 株式会社旭電機商会（広島県呉市）を子会社化。
- 1984年7月 - 株式会社ジャスト（群馬県高崎市）を子会社化。
- 1986年
  - 2月 - 株式会社デオニー（福岡県北九州市：ユニードとの合弁会社であった）を子会社化。
  - 10月1日 - 商号を株式会社ダイイチに変更。
- 1989年 - 台湾へ出店。
- 1991年4月1日 - 株式会社ジャストを合併。
- 1992年4月 - 前副社長の久保允誉が社長に就任。
- 1995年
  - 4月1日 - 子会社の株式会社旭電機商会を吸収合併。
  - 株式会社サンエー（沖縄県宜野湾市）とフランチャイズ契約を締結し、沖縄県に進出。
- 1997年4月1日 - 商号を株式会社デオデオに変更。同時に全店舗名をデオデオに変更。
- 2000年1月25日 - 本社を広島県廿日市市に移転。
- 2001年5月7日 - 株式会社エイデンと経営統合することで合意[9]。
- 2002年3月29日 - 株式会社エイデンと共同で株式会社エディオンを設立。同社の完全子会社となる。
- 2003年7月1日 - 前社長の久保允誉が会長に、前副社長の友則和寿が社長に就任。
- 2005年
  - 3月31日 - 子会社の株式会社デオデオテクノネットを吸収合併。
  - 5月31日 - 株式会社ニノミヤからの営業譲受により、岡山南店（現・岡南店）、倉敷本店（現・中庄店）、連島店（現・倉敷南店）、児島店を事業譲受。
  - 9月 - 台湾の店舗はベスト電器へ売却。
- 2006年
  - 5月 - 広島に本社を持つ家具メーカーマルニ木工の支援を表明。
  - 5月19日 - 株式会社キョーエイ（徳島県徳島市）の家電販売事業部門（K-1）からの営業譲受により、タクト店、北島店を事業譲受、鴨島店は閉店。
- 2007年4月1日 - 子会社の株式会社デオデオ商事を吸収合併。
- 2008年
  - 4月1日 - 東海地区のDFS4店舗をエイデンへ移管。DFS松屋銀座店を東京エディオンへ移管。
  - 9月8日 - CIを一部リニューアル。電球のロゴを強調したデザインとなる。
- 2009年10月1日 - 株式会社ミドリ電化を合併。商号を株式会社エディオンWESTに変更[10]。
- 2010年10月1日 - 株式会社エディオンEASTと株式会社エディオンWESTの吸収合併に従い、当ブランドの運営会社は株式会社エディオンとなる（デオデオの法人格消滅）。
- 2012年
  - 5月11日 - 直営店の店舗ブランドを「エディオン」に同年10月1日に変更することを発表[3]。
  - 9月15日 - 店舗ブランド「エディオン」の本格展開開始。
  - 10月1日 - エディオン発足10周年を機に、エディオン直営店と沖縄県内のフランチャイズ店の屋号を「エディオン」に変更[4]。
- 2013年春 - 沖縄県以外のフランチャイズ店も屋号を「エディオン」に転換完了。これにより「デオデオ」の屋号が消滅。

## 最近の動向
- 2006年（平成18年）後半頃からオール電化の販売に乗り出す。販売額が大きい事、得られる粗利が非常に大きい事が特徴。また、台所やトイレなどのリフォーム事業にも参入。施工価格を統一したパッケージ商品として提案販売を行っている。
- 家電製品アドバイザーの資格取得を全店で推進している。家電量販店の競争の中、質の向上を目指している。
- エディオングループ化に伴い、ミドリ電化等とシステムを統一するため、長年使用していたPOSシステムの変更を行っている。これによりグループ店舗間のシステムの統一を目指しているが、いまだ100満ボルト等との連携が出来ていない。

### エディオングループとしての事業共通化
コンプマート
かつてはエイデンの情報機器専門店であったが、現在はエディオングループ共通の店舗名となっている。例えば「コンプマート広島」は、デオデオが店舗運営している（デオデオは、かつて情報機器専門店としてComCityを展開していた）。
ネバーランド
かつてはエイデン店舗内のコンピュータゲーム専門の販売コーナーの名称であったが、現在はエディオングループ共通のおもちゃおよびコンピュータゲームの販売店名となっている。例えば「ネバーランド広島本店」は、デオデオが店舗運営している。なお、現在はエイデン系のネバーランドでも、コンピュータゲームだけに特化せず、おもちゃも扱う店舗が登場している（エイデン豊田本店など）。
eeカード
かつてはデオデオの長期修理保証付ポイントカードであったが、現在は『エディオンカード』となり、エディオングループ共通の制度となっている。そのため、ポイントは蓄積・活用ともに、完全互換性がある。詳細はエディオンのカード・独自保証制度を参照。
ファミリーショップ
デオデオファミリーショップ（通称DFS）のノウハウがエイデンにもエイデンファミリーショップ（通称EFS）として展開されている。
CM
2006年（平成18年）より、CMもエイデンと共通化（後にエディオン系の統一CMはアナウンスや制服・ロゴマークなどを除いて統一されている。）した。相違点は「買って安心・ずっと満足、デオデオ」が、エイデンのCMでは「買って安心・ずっと満足、エイデン」と、社名が変化しているだけである（一例）。

## 店舗

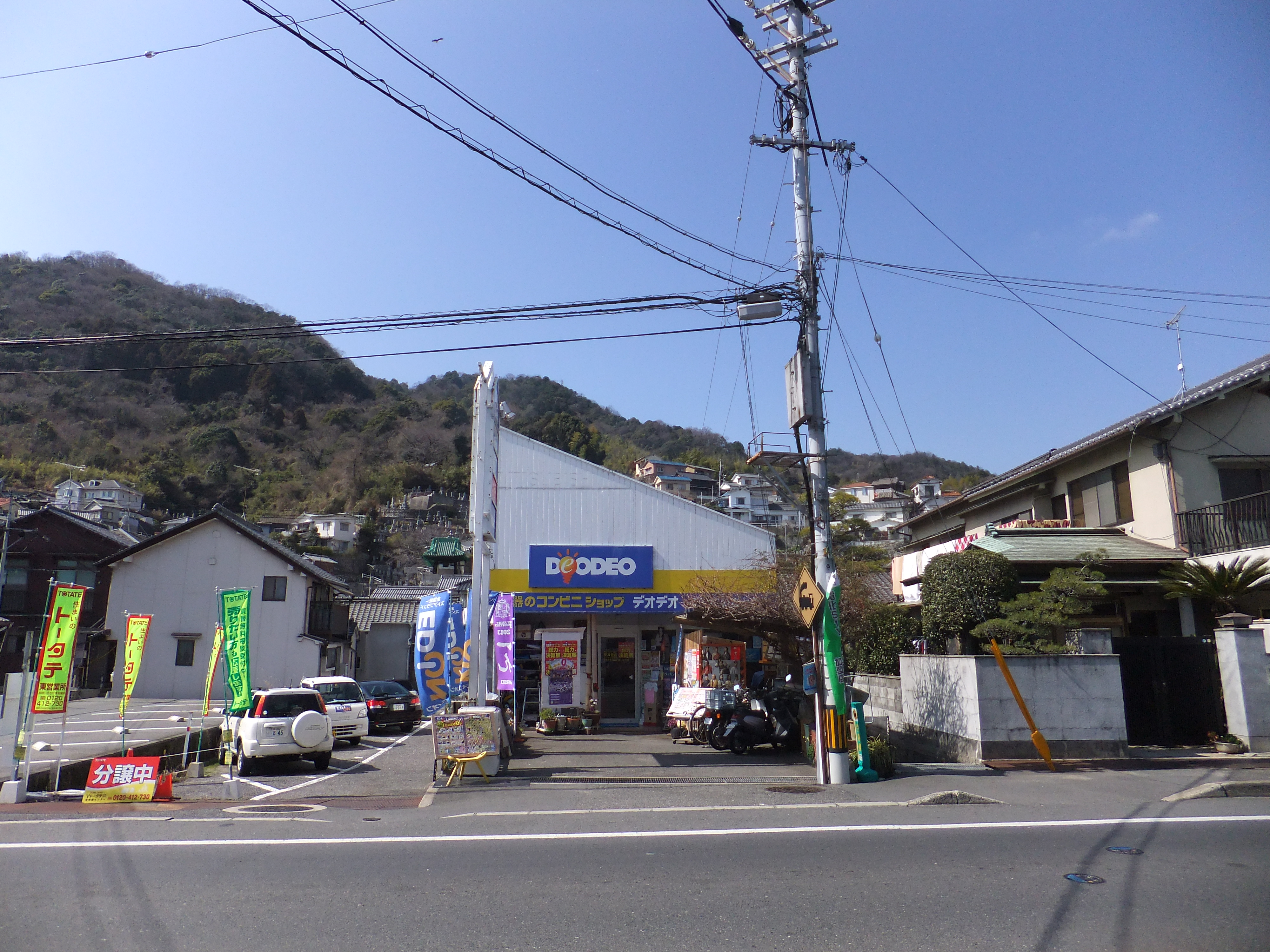
フランチャイズ店舗の例

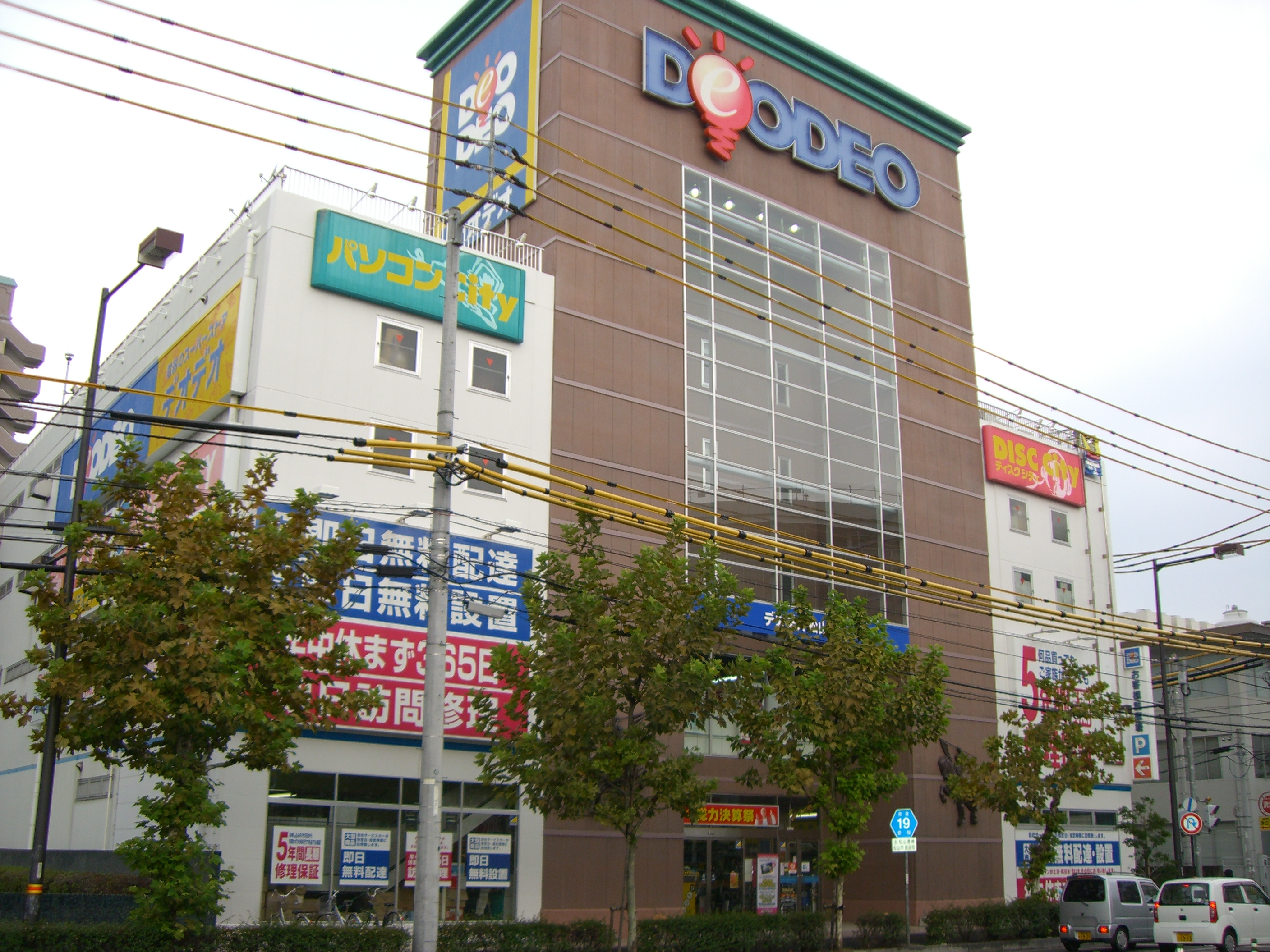
デオデオ松山本店（愛媛県。店名変更後もエディオン松山本店として営業していたが、2014年4月より建て替えの為休店。同年12月に新店舗(店舗本体は写真右側にあるビルの位置、本来の店舗の位置は専用立体駐車場に)に移行済）

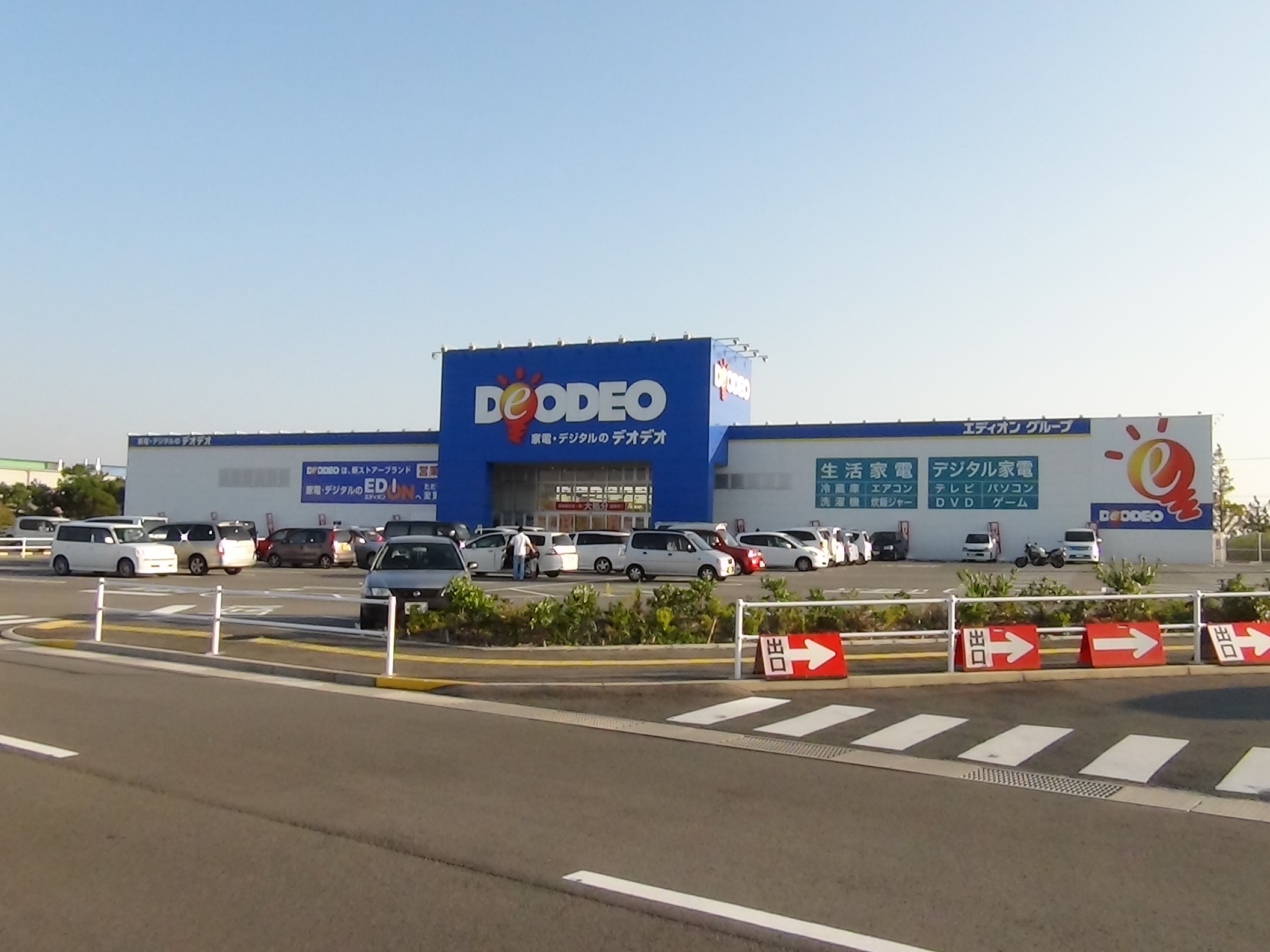
デオデオイオンモール大牟田店（福岡県、現・エディオンアウトレット大牟田店）

エディオン直営の店舗でデオデオブランドを名乗る店舗数は121店（2012年3月時点）だった。直営店および沖縄県のフランチャイズ店（12店舗）は同年10月1日に「エディオン」にそれぞれ屋号変更・統一された。フランチャイズ店のブランド変更は、2013年春を予定し、変更開始直前の2012年9月現在で597店舗展開している。
直営店のブランド統一後は、フランチャイズ店（沖縄県を除く）・DFS店がデオデオブランドを名乗っている。2012年10月現在で585店舗展開している。なお、展開地域は中国・四国・九州地方および東海地方の一部となっている。

### 東海地方
- 岐阜県 - 1店舗（FC店舗[補足 1]）[補足 2]

### 中国地方
- 鳥取県 - 10店舗（全店舗DFS）
- 島根県 - 36店舗（FC2店舗、DFS34店舗）
- 岡山県 - 43店舗（FC2店舗、DFS41店舗）
- 広島県 - 130店舗（FC2店舗、DFS128店舗）
- 山口県 - 58店舗（全店舗DFS）

### 四国地方
- 徳島県 - 18店舗（FC2店舗、DFS16店舗）
- 香川県 - 23店舗（FC4店舗、DFS19店舗）
- 愛媛県 - 48店舗（全店舗DFS）
- 高知県 - 5店舗（FC1店舗、DFS4店舗）（平成一桁時代までは宮地無線（ミヤジ）として営業していた）

### 九州地方
- 福岡県 - 59店舗（FC1店舗、DFS58店舗）
- 佐賀県 - 39店舗（全店舗DFS）
- 長崎県 - 37店舗（全店舗DFS）
- 熊本県 - 23店舗（FC1店舗、DFS22店舗）
- 大分県 - 24店舗（全店舗DFS）
- 宮崎県 - 6店舗（FC1店舗、DFS5店舗）
- 鹿児島県 - 25店舗（FC1店舗、DFS24店舗）

### 関東地方
1980年代に関東地場の中堅家電量販店を買収し直営化したほか、新規店舗も数店出店し2008年まで運営していた。2008年（平成20年）にデオデオの屋号のまま東京エディオン（現在のエディオンEAST）に移管。その後閉鎖が相次ぎ最後に残った上尾中央店はishimaruに屋号を変更しデオデオ名での店舗は消滅。
1999年（平成11年）には横浜ジャックモールに横浜みなとみらい店を出店したが、2008年（平成20年）12月末に閉店している。跡地にはノジマが出店していたが、横浜ジャックモール閉店により2012年に閉店した。
FCとしては百貨店の松屋によるものがあり、浅草店内への出店など複数店舗展開がなされたが、その後FC契約解消により撤退している。

## 関連会社
- 株式会社デオデオ商事（法人向け事業）：2007年（平成19年）4月1日にデオデオに吸収合併された。

## CM曲
1977年10月の、ダイイチへの店舗ブランド変更の際に、伊藤アキラ作詞、小林亜星作曲、サンディー・ピーカブーが歌うCM曲『フレッシュライフ』が採用された。

## その他
- 2007年（平成19年）7月5日 - 8月31日、プレイステーション3専用ソフト「ぼくのなつやすみ3 -北国編- 小さなボクの大草原」用に、PLAYSTATION Storeにて「デオデオ・ロゴ入りオリジナルT-シャツ」を無料配信。
- 1993年（平成5年）よりインターネット上で洋書の販売を行っていた。販売レートが大手書店のものよりも安く手に入るということで、学術関係者や洋書愛好者に人気があったが、Amazon.comなどの海外のネット書店が日本向けに直接販売するようになり、規模を縮小。のちに洋書販売部門はビーブリッジ・インターナショナルに譲渡[13]されたが、これも2008年（平成20年）1月31日をもって営業を休止した。

### カウキャッチャー・ヒッチハイク
1996年より、旧・ダイイチ（1997年以降はデオデオ）として広島ホームテレビで放送の「メタルヒーローシリーズ」および「仮面ライダーシリーズ」（テレビ朝日系列）でのカウキャッチャー・ヒッチハイクにて、2012年のエディオン統合前まで流していた。なお、カウキャッチャー・ヒッチハイクについては下記の通り。
- ビーファイターカブト
- ビーロボカブタック
- テツワン探偵ロボタック
- 燃えろ!!ロボコン
- 仮面ライダークウガ
- 仮面ライダーアギト
- 仮面ライダー龍騎
- 仮面ライダー555
- 仮面ライダー剣
- 仮面ライダー響鬼
- 仮面ライダーカブト
- 仮面ライダー電王
- 仮面ライダーキバ
- 仮面ライダーディケイド
- 仮面ライダーW
- 仮面ライダーオーズ/OOO
- 仮面ライダーフォーゼ
- 仮面ライダーウィザード（経営統合後の2012年9月まで継続）

### 補足
1. ↑  エディオンの東海地区の店舗ブランドはエイデン（直営店舗はデオデオ同様、エディオンに統一）だが、FC締結時のデオデオの名のままで営業している。
2. ↑  1990年代半ばまで愛知県尾張旭市南本地ケ原町にデオデオ尾張旭店が存在した（現在はアミカ尾張旭店）。2012年10月に、かつてのデオデオ尾張旭店の隣にエディオン尾張旭店が開店している。

## 参考書籍
- 『ヤマダ電機の品格』（立石泰則・講談社）ISBN 978-4-06-214378-3
- 『中国新聞』（中国新聞社） 各バックナンバー